# جون باتلر (مؤرخ)
جون باتلر (بالإنجليزية: Jon Butler)‏ هو مؤرخ وأمين مكتبة أمريكي، ولد في 4 يونيو 1940.